# Timó d'espadella

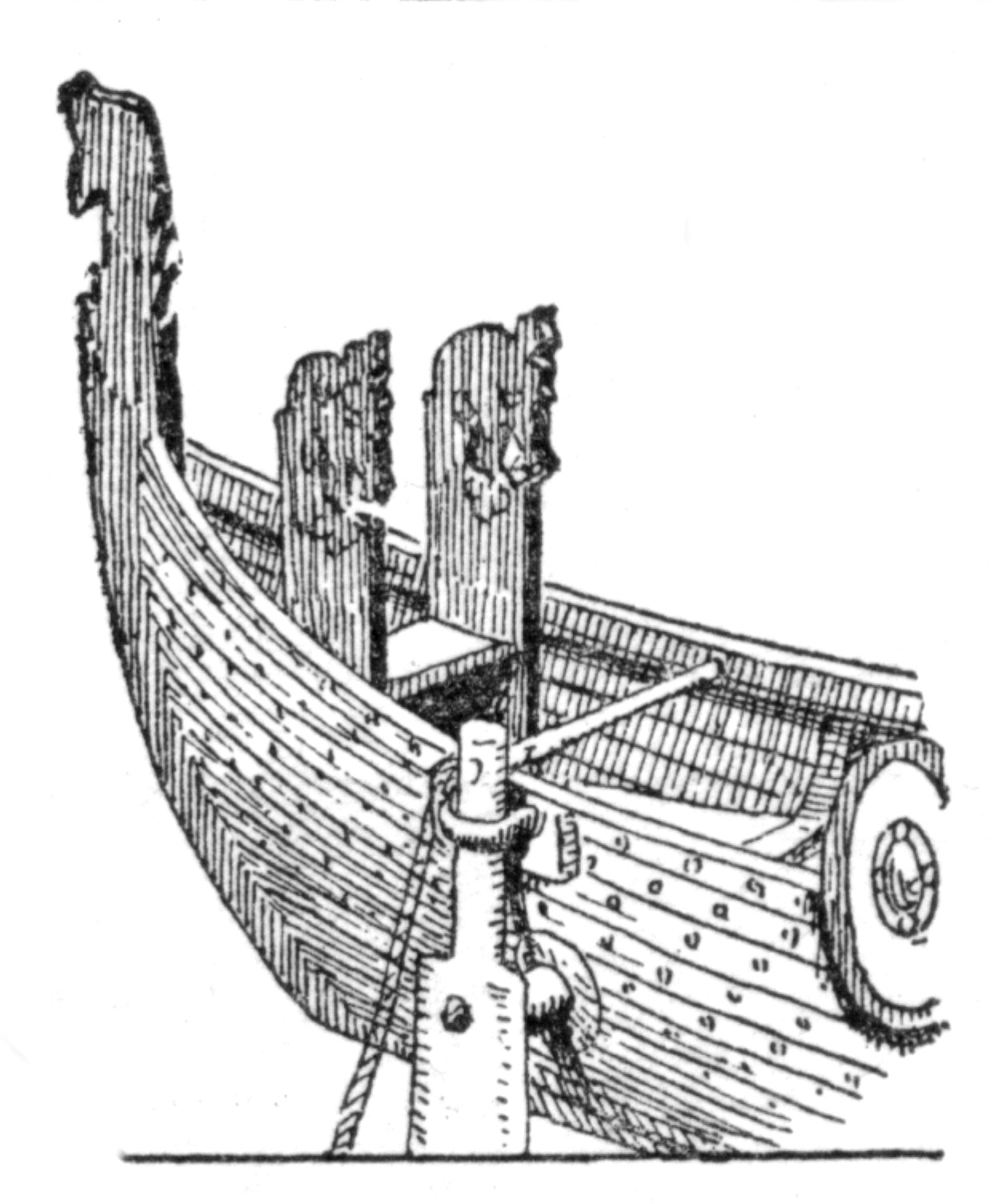
Timó d'espadella en un drakkar viking

Timó d'espadella és un tipus de timó, l'origen deriva de l'espadella, és a dir, una mena de rem gran que es feia servir per guiar embarcacions menors abans de l'ús del timó de codast (codast = prolongació de la quilla cap a popa on es munta el timó de codast). Per extensió, es fa servir el terme per denominar un timó fet amb elements d'emergència quan es perd el timó propi del vaixell.

## Història
Històricament l'ús del timó d'espadella es remunta al segle ii aC, en fer-ne ús els vaixells egipcis tal com es mostra a la Tomba de Menna (c. 1422-1411 aC).
Antigament s'adjuntava al costat d'estribord en els vaixells més grans, encara que en els altres més petits poques vegades, o mai, s'adjuntava. El rem va ser crucial en la invenció dels vaixells més grans en un moment en què no existia la tecnologia timó de codast. El timó d'espadella va ser el mecanisme de direcció típic dels drakars vikings.

## Galeria

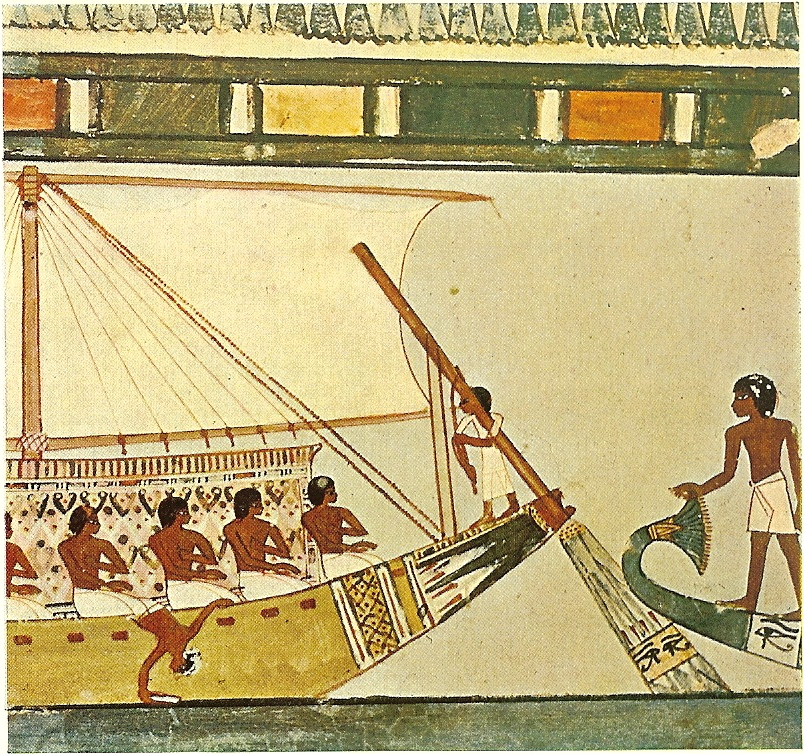
Timó d'espadella d'un vaixell egipci es mostra a la Tomba de Menna (c. 1422-1411 aC)
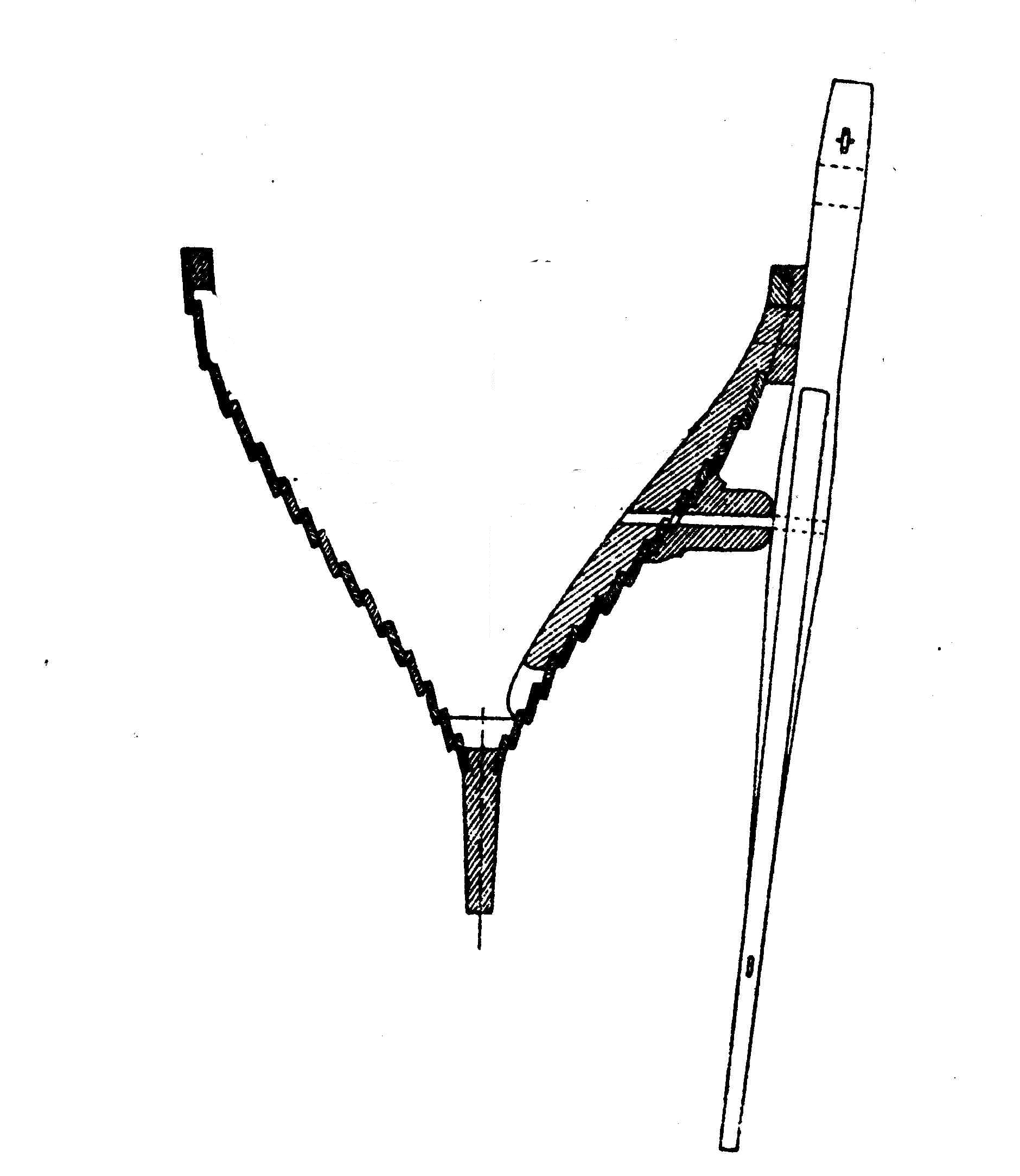
Timó d'espadella en un vaixell viking
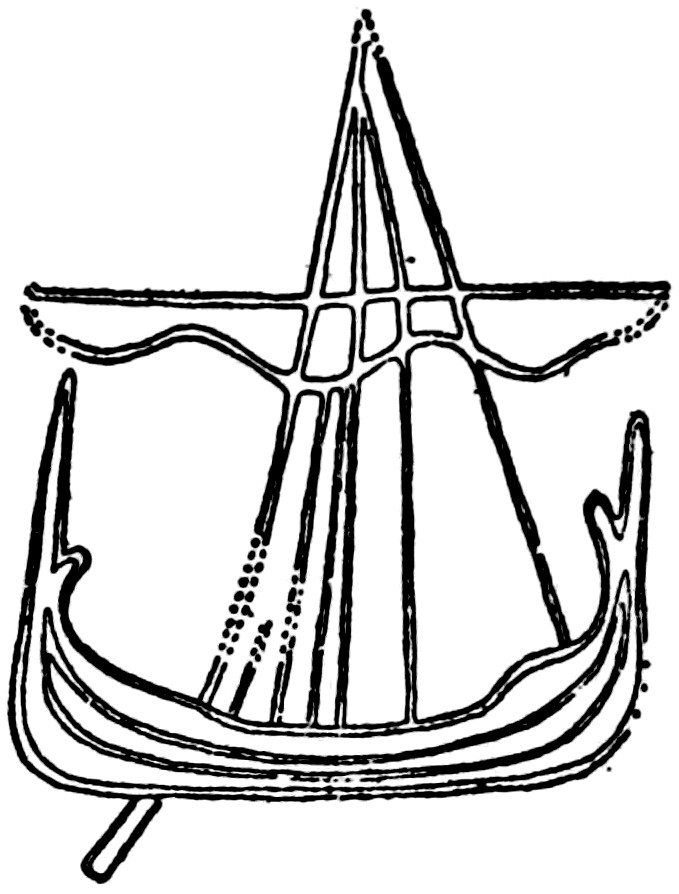
Timó d'espadella sobresurtint del buc en un vaixell viking